# Hiệp ước Utrecht
Hiệp ước Utrecht, thiết lập Hoà ước Utrecht, là một loạt các hiệp ước hòa bình riêng lẻ, chứ không phải là một tài liệu duy nhất, có chữ ký của các bên tham chiến trong cuộc chiến tranh kế vị Tây Ban Nha, ký tại thành phố Hà Lan Utrecht vào tháng ba và tháng 4 năm 1713. Các hiệp ước giữa một số quốc gia châu Âu, bao gồm Tây Ban Nha, Anh, Pháp, Bồ Đào Nha, Savoy và Cộng hòa Hà Lan, đã giúp chấm dứt chiến tranh. Các điều ước quốc tế được ký kết giữa đại diện của Louis XIV của Pháp và cháu trai của ông Felipe V của Tây Ban Nha là một bên, và các đại diện của Anne, nữ hoàng của Vương quốc Anh, Công tước của Savoy, vua của Bồ Đào Nha và các Các tỉnh thống nhất của Hà Lan là bên kia. Các hiệp ước đánh dấu sự kết thúc của những tham vọng bá quyền của Pháp ở châu Âu thể hiện trong các cuộc chiến tranh của Louis XIV và duy trì hệ thống châu Âu trên cơ sở cân bằng quyền lực.